# Alkestis (geslacht)
Alkestis is een geslacht van kevers uit de familie van de loopkevers (Carabidae). De wetenschappelijke naam van het geslacht is voor het eerst geldig gepubliceerd in 1939 door Liebke.

## Soorten
Het geslacht Alkestis is monotypisch en omvat slechts de volgende soort:
- Alkestis nevermanni Liebke, 1939